# تام شار
تام شار (انگلیسی: Tom Schaar؛ زادهٔ ۱۴ سپتامبر ۱۹۹۹) اسکیت‌بردباز اهل ایالات متحده آمریکا است.
وی در مسابقات کشوری و بین‌المللی در مجموع برندهٔ ۲ مدال طلا، ۴ مدال نقره، ۵ مدال برنز شده است.